# Hemus Air
Hemus Air (em búlgaro: Хемус Ер) era uma companhia aérea com sede em Sófia, Bulgária. Operou serviços regulares domésticos e internacionais de Sofia e Varna, bem como serviços de fretamento, carga e ambulância aérea. Sua base principal era o Aeroporto de Sofia.

## História
A companhia aérea foi criada e iniciou suas operações em 1986, quando se ramificou da Balkan Bulgarian Airlines. Em 1996, foi renomeada como Hemus Air. A empresa foi privatizada por investidores corporativos búlgaros em 2002. Em 2014, a Hemus Air foi incorporada na Bulgaria Air.

## Frota

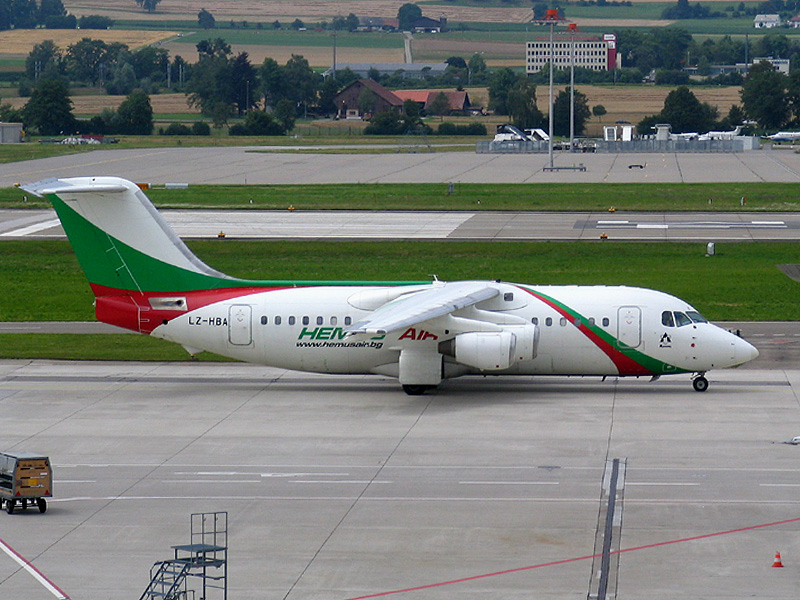
Um British Aerospace 146-200 da Hemus Air

A frota da Hemus Air consistia nas seguintes aeronaves (Julho de 2012):
| Aeronaves                 | Em Serviço | Ordens | Passageiros | Notas |
| ------------------------- | ---------- | ------ | ----------- | ----- |
| Airbus A319-100           | 2          | –      | 144         |       |
| ATR 42-300                | 1          | –      | 46          |       |
| Avro RJ70                 | 1          | –      | 26          |       |
| British Aerospace 146-200 | 3          | –      | 90          |       |
| British Aerospace 146-300 | 3          | –      | 110         |       |
| Total                     | 10         | 0      |             |       |

## Acidentes
- 3 de setembro de 1996: um Tupolev Tu-154, operando o Voo Hemus Air 7081 foi sequestrado a caminho do Aeroporto Internacional de Beirute. Todos os 158 ocupantes a bordo, entre passageiros e tripulantes, sobreviveram.[4][5]